# Annotatie (biologie)

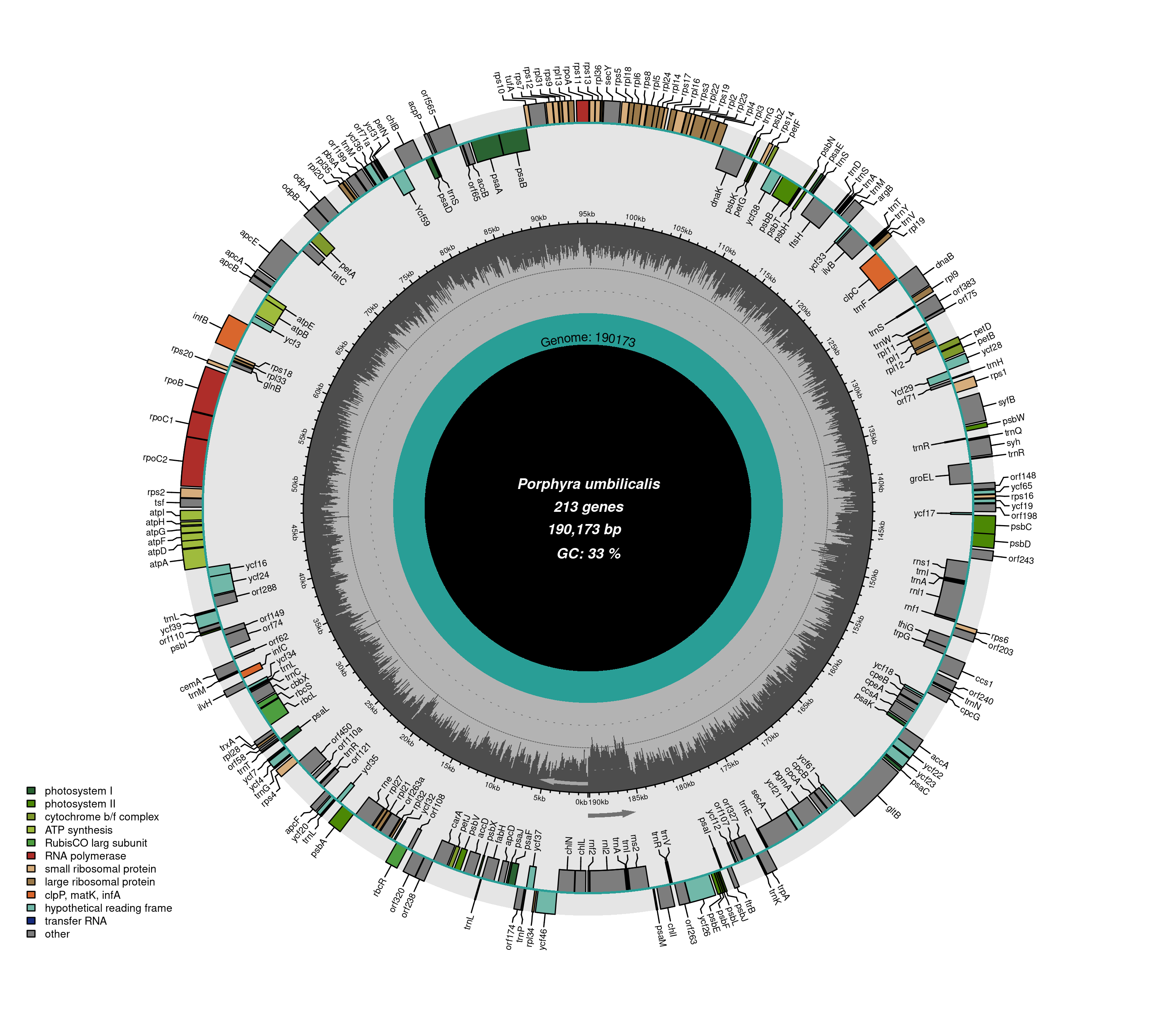
Het chloroplastgenoom van de zeewier Porphyra umbilicalis, geannoteerd op genproduct

Annotatie of annoteren is een concept uit de moleculaire biologie en de bio-informatica. Bij DNA-annotatie wordt een genoom voorzien van functionele, biologische informatie. Zo wordt bijvoorbeeld aangewezen waar zich in het genetisch materiaal genen bevinden, waar de intronen en exonen liggen, en waar regulerende sequenties (zoals promotorgebieden) voorkomen. Van de meeste modelorganismen is het genoom relatief goed geannoteerd. Men weet dus waar de genen liggen, wat hun structuur is en welke globale functie zij vervullen.
Genoomannotatie is van groot belang bij het ontcijferen en publiceren van een nieuw genoom. Het is een standaard stap na sequencing en assemblage. De annotatie wordt opgeslagen in databanken en veelal in wetenschappelijke publicaties beschreven. Enkele grote databanken zijn UniProt, RefSeq en GenBank.
Om annoteren eenvormig te maken, wordt vaak gebruikgemaakt van ontologieën zoals Gene Ontology om de eigenschappen van de onderzochte genen in de cel te beschrijven. Annotatie gebeurt meestal automatisch via computationele methoden, maar het trekken van conclusies over de biologie van het organisme vergt vaak specifieke deskundigheid. Voor veruit de meeste organismen is het genoom slechts in beginnende mate geannoteerd: men weet vaak wel ongeveer het aantal genen in een genoom, maar alleen voor hele simpele organismen weet men de functie van ongeveer de helft van de genen.